# 유성 설순 마찰음
유성 설순 마찰음(Voiced linguolabial fricative)은 일부 음성 언어에서 사용되는 닿소리의 하나이다. 이를 나타내는 국제음성기호는 ð̼ 또는 β̺이다.